# Pelidnota fulva
Pelidnota fulva är en skalbaggsart som beskrevs av Blanchard 1851. Pelidnota fulva ingår i släktet Pelidnota och familjen Rutelidae. Inga underarter finns listade i Catalogue of Life.